# Ha jó a vége
A Ha jó a vége (eredeti cím: My Happy Ending) 2023-ban bemutatott izraeli-brit dráma filmvígjáték Sharon Maymon és Tal Granit rendezésében. A főbb szerepekben Andie MacDowell és Miriam Margolyes látható. A történet alapjául Anat Gov Sof Tov című darabja szolgált.
Az Egyesült Királyságban 2023. február 24-én mutatták be a mozikban. Magyarországon a Maxon jelent meg 2025. május 23-án.

## Cselekmény
Julia Roth, egy kissé háttérbe szorult hollywoodi sztár, azon a napon fedezi fel rákbetegségét, amikor lemondják a darabját, amely a visszatérését jelentette volna. Mivel nem teljesen érti a helyzet súlyosságát, úgy dönt, egy kenti kemoterápiás klinikára megy, ahol a homály és a magány elől menekülve „elintézze” betegségét, mielőtt visszatérne az Amerikai Egyesült Államokba.
Legnagyobb megdöbbenésére, miután félreértette, hogy az orvos mit értett „privát” alatt, egy általános kórteremben találja magát, ahol három nagyon különböző nő (egy idősödő rocker, egy 28 éves, négygyermekes muszlim anya és egy egyedülálló, nyugdíjas tanítónő) mellett szokványos kezelésen vesz részt. Felhívja menedzserét, Nancyt, hogy jöjjön be és „hozza rendbe”, amit ő azonnal meg is tesz. Ám ahogy a csoport beavatja őt a valóságba, rájön, ezek az idegenek az egyetlenek, akik igazán segíthetnek neki megbirkózni a legnehezebb szereppel, amit valaha játszott – önmagával.

## Szereplők
| Szerep       | Színész            | Magyar hang            |
| ------------ | ------------------ | ---------------------- |
| Julia        | Andie MacDowell    | Ráckevei Anna          |
| Judy         | Miriam Margolyes   | Bede-Fazekas Annamária |
| Mikey        | Sally Phillips     | Ligeti Kovács Judit    |
| Imaan        | Rakhee Thakrar     | Kelemen Kata           |
| Nancy        | Tamsin Greig       | Spilák Klára           |
| Dr. Hanson   | Tom Cullen         | Varga Rókus            |
| Emilia nővér | Michelle Greenidge |                        |
| Joey         | David Walliams     | Láng Balázs            |

### Magyar változat
- Magyar szöveg: Kopányi Vanda
- Felfevő hangmérnök: Lipics Bálint
- Keverő hangmérnök: Bogdán Gergő
- Vágó: Házi Sándor
- Gyártásvezető: Újréti Zsuzsa
- Szinkronrendező: Somló Andrea Éva
- Produkciós vezető: Németh Napsugár

A szinkront az Iyuno Hungary készítette el.

## A film készítése
A forgatás 2021 novemberében fejeződött be Walesben.

## Bemutató
2023 januárjában bejelentették, hogy a Roadside Attractions megszerezte a film észak-amerikai forgalmazási jogait, amit az Amerikai Egyesült Államokban 2023. február 24-én mutattak be. A film 2023. április 5-én jelent meg DVD-n.

## Fogadtatás
A Rotten Tomatoes weboldalon 40%-os értékelésett kapott 15 kritika alapján, az átlagos értékelése 4,7 pont a 10-ből.
Katie Rife a RogerEbert.com-tól másfél csillagot adott a filmre, és azt írta, hogy „még a könnyfakasztó filmet sem tudta jól megcsinálni”.
Ben Kenigsberg a The New York Times-tól negatív kritikával illette a filmet, és a következőket írta: „A fáradságos vászonadaptáció azonban sajnálatosan kevés jelét mutatja a saját tüzének, és sok jelét egy olyan műnek, amelyből kivették az élő mozi intimitását.”